# 골키퍼 (축구)

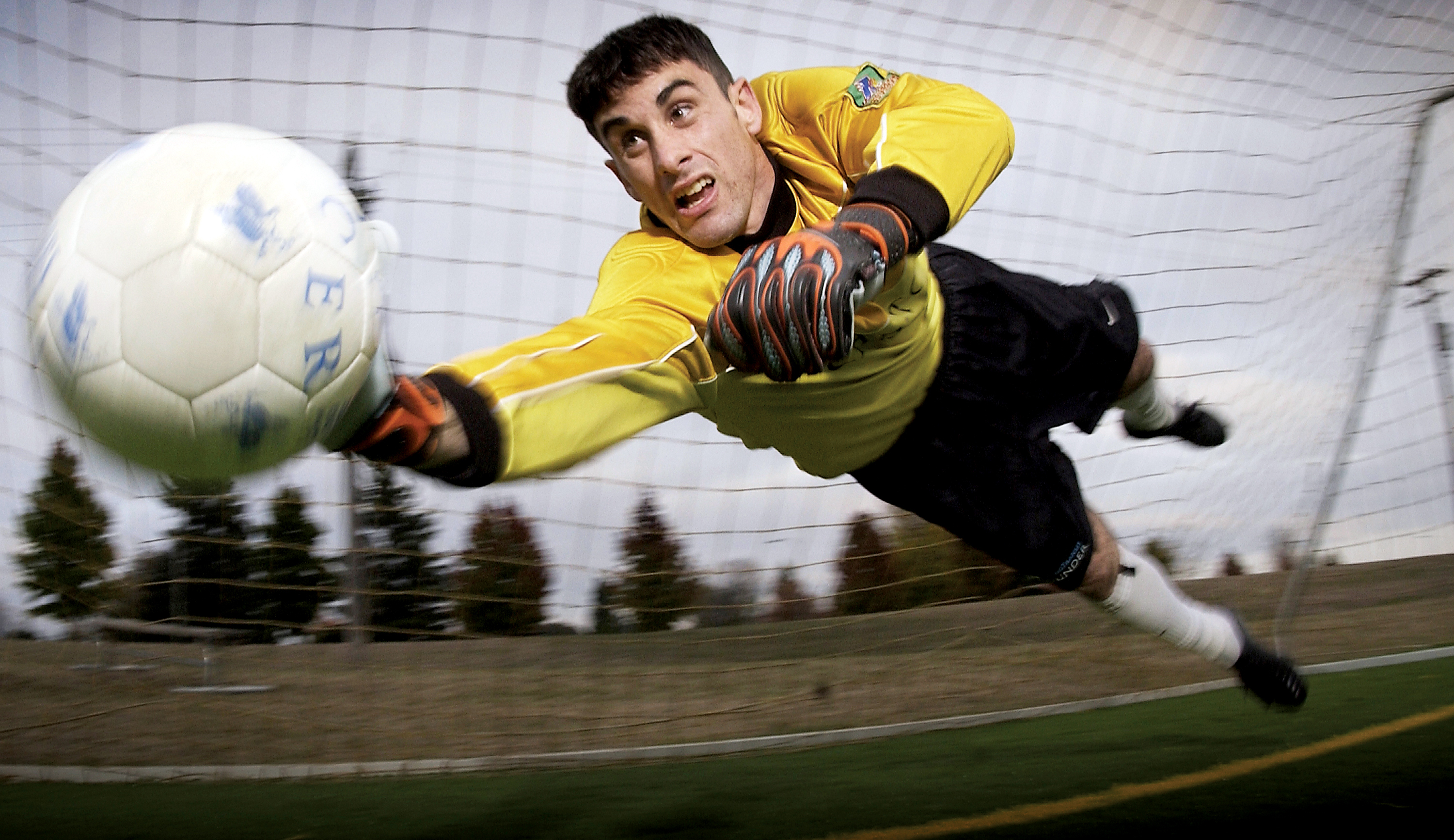
골키퍼의 모습

축구에서 골키퍼(영어: Goalkeeper)는 손을 사용할 수 있는 유일한 포지션이다. 짧게는 키퍼 혹은  골리로도 불리며, 영문 약자로는 GK다. 축구에서 골키퍼는 최후의 방어막으로, 손을 보호하기 위해 두꺼운 라텍스 장갑을 낀다. 다만 축구의 골키퍼의 경우 페널티 라인 안에서만 손을 사용할 수 있으며 페널티라인 밖에서 손을 사용할 경우 다른 선수들과 마찬가지로 반칙 처리가 된다. 이렇게 하는 이유는 골키퍼가 공을 들고 상대방 골대까지 달려가서 손으로 골을 넣는 경우가 발생하기 때문이다.

## 역사
축구의 역사에서 많은 포지션들이 세대를 거쳐 변화를 겪어왔으나, 골키퍼는 본연의 역할을 꾸준히 유지하고 있다. 축구가 제도적으로 완비되지 않았던 초창기 시절, 선수들이 전원 공격 및 전원 수비를 하고 있을 때에도 축구 팀은 골키퍼를 세울 선수를 정해놓고 있었다.
최초의 골키퍼는 1602년 영국의 공놀이의 일종이던 코니쉬 헐링에서 시작됐다고 여겨진다. 오래전부터 골키퍼와 같은 역할을 맡은 선수는 골대 근처에서 제한된 플레이를 가져왔다. 최초의 축구 경기 규칙에 따르면, 골키퍼는 본 진영 하프라인 내에서는 언제든 공을 손으로 잡을 수 있었다. 이는 1912년 페널티 에어리어 안에서만 잡을 수 있도록 개정되었다.
시간이 흐르면서 골키퍼가 공을 튕기거나, 공을 위로 던진 후에 다시 잡으며 시간을 보내는 전략이 생기자, 1960년대에 축구 규칙이 다시 한번 개정되었다. 골키퍼가 공을 잡게 되면, 네 발자국 내에 볼을 처리해야만 하게끔 개정되었다. 이후에 FIFA 보드진에 의해, 골키퍼가 시간을 끄는 행위들에 대해 추가적인 제약이 걸렸다.
1990년 FIFA 월드컵 당시, 골키퍼의 시간 끌기가 큰 문제가 되었다. 그 결과 1992년 IFAB에 의해 골키퍼에게 큰 영향을 미친 제도가 생겨났다. 같은 팀 수비수가 패스를 한 공을 받는 경우, 그 공을 손으로 잡으면 안 된다는 규칙이다. 또한 동시에 골키퍼가 한 번 잡았다가 놓은 공을 다시 잡는 것도 금지시키는 규칙을 추가했다.
1997년 7월 1일 FIFA는 스로인 공을 잡는 것도 금지시키며, 백패스에 대한 골키퍼의 규칙을 강화시켰다.
한편, 주전 골키퍼의 등번호는 1번이란 인식이 예로부터 널리 통용되고 있으나 12번 13번 16번 18번 21번 22번 23번 25번 30번 등 다른 등번호를 착용하는 주전 골키퍼도 많지만 1번을 빼면 한자릿수 등번호 골키퍼가 전무한데 후이 파트리시우는  울버햄프턴 원더러스서는 공격수나 미드필더가 다는 등번호인 11번을 달았으며 왕다레이는 2000년대 들어 팀의 주전 스트라이커들이 종종  사용하는 14번을 착용했다.

## 골키퍼의 역할

#### 기본 역할

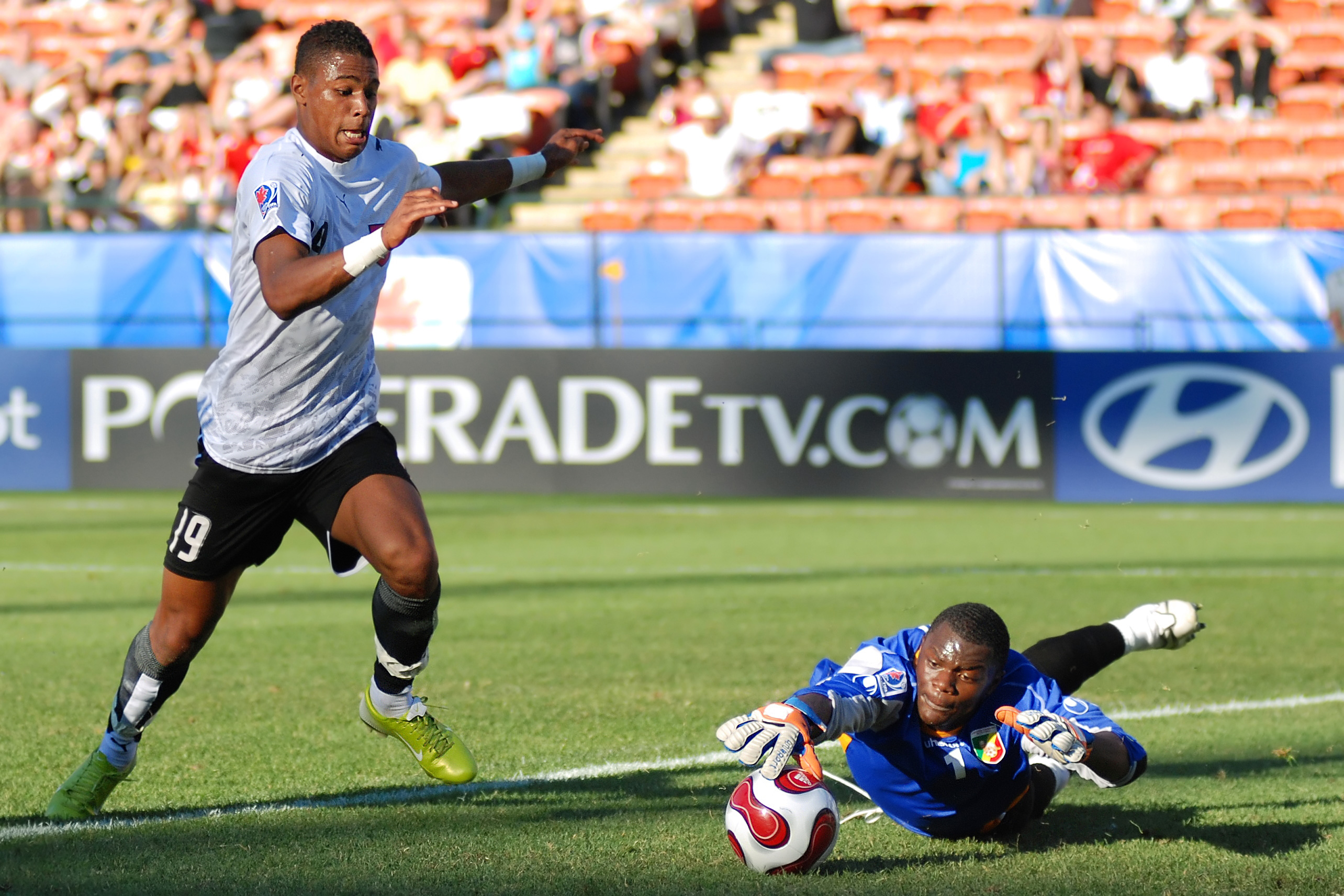
몸을 던지는 골키퍼

골키퍼는 축구의 포지션 중 가장 특화된 포지션이 되었다. 골키퍼는 페널티 에어리어 내에서는 자신의 어느 부위든 사용이 가능한 유일한 포지션이다. 다만 페널티 박스를 넘어서면, 골키퍼는 다른 선수들과 같은 제약을 받는다.
골키퍼는 공격수가 처리하는 공을 막기 위해 주로 몸을 뻗어서 던지는 플레이를 한다. 뻗은 이후 공을 잡거나 튕겨내는 데, 주로 상대방이 다시 공을 가지지 못하도록 처리한다.
골키퍼는 골대 안으로 공이 들어가는 것을 막는 최후의 수단이다. 그렇기에 골키퍼는 주로 골대 주변 제한된 범위 안에서 플레이 한다. 이러한 연유로 골키퍼는 거의 모든 시간을 팀의 최후방에서 지내게 되는데, 이로 하여금 골키퍼에게 또다른 역할이 주어지게 되었다. 최후방에 위치하였기에, 팀의 운용 상황을 한 눈에 파악하기 쉽다. 그래서 팀원들의 위치선정을 지정해 주는 역할을 받으며, 이는 주로 수비진들에게 해당된다. 프리킥이나 코너킥 같은 세트피스 상황에서, 흔히 말하는 "수비벽"을 세워 위치를 조정하는 데 큰 역할을 맡고 있다.

#### 스위퍼 키퍼
그러나 골키퍼가 페널티 에어리어에서만 플레이 해야 한다는 규정은 없다. 이로 인해 골키퍼를 스위퍼 위치까지 올려서 팀 운용에 참가시키는 전술이 등장하기도 하였다. 이 때 골키퍼의 하위 분류로, 스위퍼 키퍼가 등장하였다. 1950년대 헝가리의 황금 세대의 일원이었던 그로시치 줄러가 최초의 스위퍼 키퍼로 여겨진다. 현대 축구에서는 1980년대부터 90년대까지 활약한 리버풀의 브루스 그로벨러가 최초의 스위퍼 키퍼로 여겨진다. 2010년대에 들어서 스위퍼 키퍼의 수가 많아졌으며, 대표적으로 독일 대표팀 선수인 마누엘 노이어가 언급된다. 그러나 엠티 넷 골을 당할 위험이 생긴다.

#### 골 넣는 골키퍼

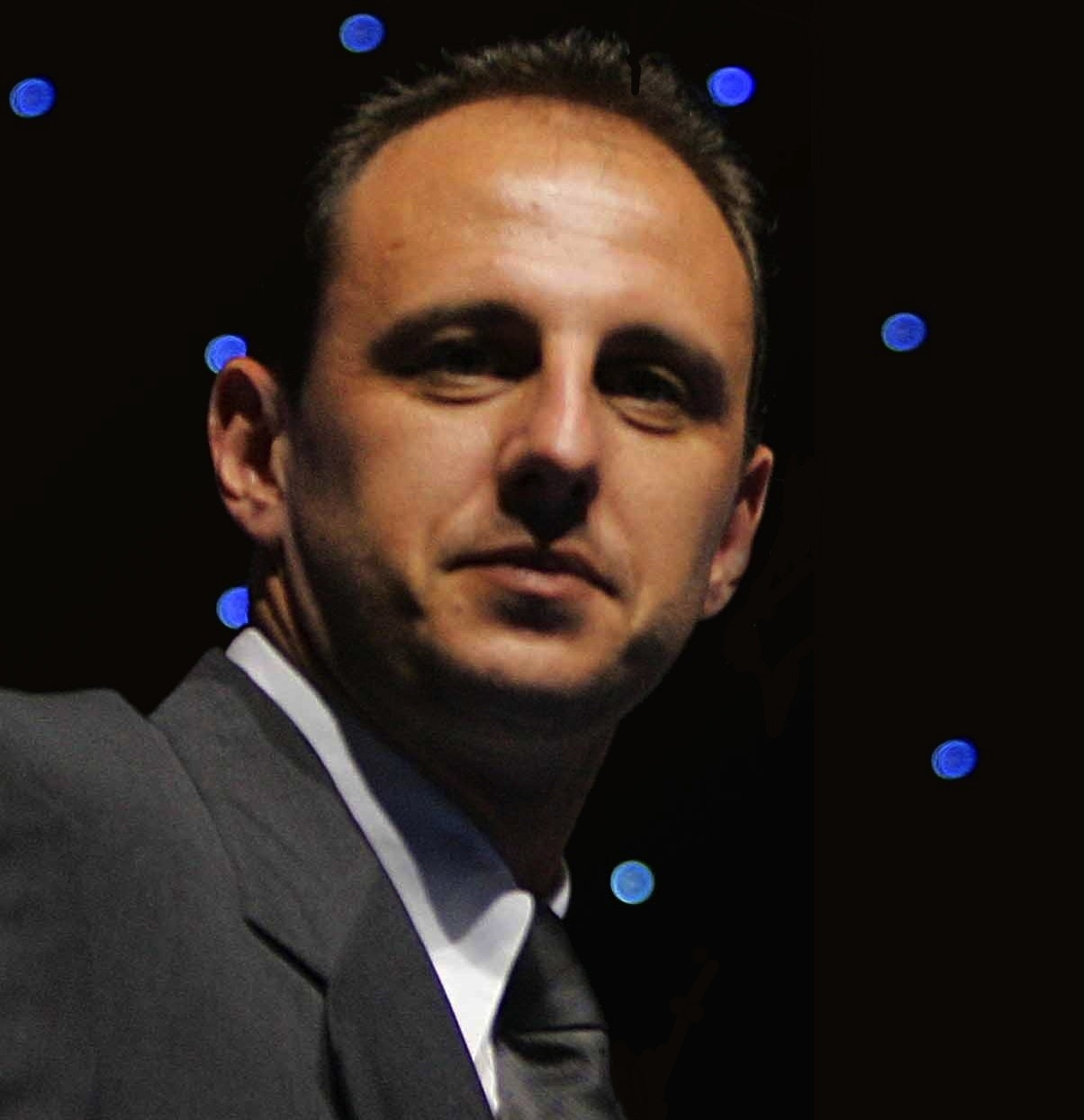
호제리우 세니는 축구 역사상 가장 많은 골을 기록한 골키퍼이다.

몇몇 골키퍼들은 득점에도 크게 관여했다. 보통 골키퍼가 득점을 하는 경우는, 골킥이나 롱패스를 한 것이 바람이나 상대방 골키퍼의 실수 등으로 골문 안에 빨려들어가는 경우다. 혹은 세트피스 상황에서 골키퍼가 공격에 관여하여 득점을 하는 경우도 있다.
한스외르크 부트와 호세 루이스 칠라베르트 같은 선수들은 페널티킥과 프리킥을 직접 차며, 세트피스를 직접 전담하기까지 했다. 상파울루 FC의 선수였던 호제리우 세니는 커리어 통산 100골을 기록하기도 하였다.
대한민국에서는 김병지가 1998년 울산 현대 시절, 포항 스틸러스를 상대로 코너킥 세트피스 상황에서 헤더 골을 성공시키며 화제를 모은 바 있다.

## 유명한 골키퍼

### IFFHS의 20세기의 골키퍼
아래의 목록은 IFFHS가 선정한 20명의 '20세기의 최고 골키퍼'의 명단이다.
1. 레프 야신
2. 디노 초프
3. 제프 마이어
4. 리카르도 사모라
5. 호세 루이스 칠라베르트
6. 페테르 슈마이켈
7. 피터 실턴
8. 프란티셰크 플라니치카
9. 아마데오 카리소
10. 기우마르 두스 산투스 네베스
11. 라디슬라오 마주르키에비치
12. 팻 제닝스
13. 우발도 피욜
14. 장 마리 파프
15. 리나트 다사예프
16. 안토니오 카르바할
17. 귈라 그로시치
18. 레이 클레멘스
19. 왈테르 젱가 (왈터 젠가)

### IFFHS의 올해의 최고 골키퍼
아래의 목록은 IFFHS가 1987년부터 선정한 '올해의 최고 골키퍼'의 명단이다.
| - 1987 - 장 마리 파프 - 1988 - 리나트 다사예프 - 1989 - 왈테르 젱가 - 1990 - 왈테르 젱가 - 1991 - 왈테르 젱가 - 1992 - 페테르 슈마이켈 - 1993 - 페테르 슈마이켈 - 1994 - 미셸 프뢰돔 - 1995 - 호세 루이스 칠라베르트 - 1996 - 안드레아스 쾨프케 - 1997 - 호세 루이스 칠라베르트 - 1998 - 호세 루이스 칠라베르트 - 1999 - 올리버 칸 | - 2000 - 파비앵 바르테즈 - 2001 - 올리버 칸 - 2002 - 올리버 칸 - 2003 - 잔루이지 부폰 - 2004 - 잔루이지 부폰 - 2005 - 페트르 체흐 - 2006 - 잔루이지 부폰 - 2007 - 잔루이지 부폰 - 2008 - 이케르 카시야스 - 2009 - 이케르 카시야스 - 2010 - 이케르 카시야스 - 2011 - 이케르 카시야스 - 2012 - 이케르 카시야스 | - 2013 - 마누엘 노이어 - 2014 - 마누엘 노이어 - 2015 - 마누엘 노이어 - 2016 - 마누엘 노이어 |

## 같이 보기
- FIFA 월드컵의 상
- UEFA 클럽 풋볼 어워드
- 축구의 포지션